# 関駅 (岐阜県)
関駅（せきえき）は、岐阜県関市東桜町にある、長良川鉄道越美南線の駅である。駅番号は7。
1999年（平成11年） - 2005年（平成17年）までは名鉄美濃町線も乗入れていた。ここでは同線の駅についても併せて記述する。

## 歴史
- 1923年（大正12年）10月5日：鉄道省越美南線美濃太田駅 - 美濃町駅（現・美濃市駅）間開通時に美濃関駅（みのせきえき）として開業[1]。 旅客・貨物取扱開始。
- 1965年（昭和40年）10月25日：昭和天皇・香淳皇后が第20回国民体育大会に合わせて県内を行幸啓。当駅発、郡上八幡駅着お召し列車が運転[3]。
- 1974年（昭和49年）10月1日：貨物取扱廃止[1]。
- 1985年（昭和60年）
  - 4月1日：無人駅化[4][5]。
  - 4月10日：管理駅から暫定的に職員派遣[5]。
- 1986年（昭和61年）12月11日：越美南線が長良川鉄道へ転換、同社の駅となる[1][2]。同時に関駅に改称[1][2]。
- 1999年（平成11年）4月1日：名古屋鉄道美濃町線関駅開設[1]。美濃町線新関駅 - 美濃駅間廃止に伴う代替輸送の便宜を図るためであった[1]。
- 2005年（平成17年）4月1日：名鉄関駅廃止。長良川鉄道単独駅に戻る[6]。
- 2019年（平成31年）4月27日：駅舎内で鉄道模型レンタルレイアウト使用開始。

## 駅構造
相対式ホーム2面2線を有する地上駅。東側に隣接して木造駅舎を備えており、駅への出入りは東側の駅舎からと、西側の旧美濃町線ホーム付近出入り口・岐阜バスの関シティターミナル側出入り口の合計3か所である。互いのホームは構内踏切で行き来ができる。また、駅舎の北隣と関シティターミナルには、バリアフリー対応のトイレが設置されている。
終日有人駅である。なお、現在は自動券売機が設置されてないため、乗車券は駅舎内の窓口で購入することになる。
駅舎に隣接して本社と車両検査などを行う車庫（検修庫）があり、この駅を発着する便及び車両交換を行う便も設定されている他、夜間滞泊も行われている。また、2番のりばの西側には留置線が1線ある。なお、配線の都合上、車庫への出入りは1番のりばを経由する必要がある。そのため、2番のりば並びに西側の留置線の車両を車庫へ出入りさせる場合は、一旦美濃市寄りの本線に引き上げなくてはならない。
駅舎内にはNゲージレイアウトが設置されている。これは名古屋市内の模型店から移設されたもので、2019年（平成31年）4月より使用開始している。

### のりば
| のりば | 路線      | 行先                       | 備考 |
| ------ | --------- | -------------------------- | ---- |
| 1      | ■越美南線 | 美濃太田方面               |      |
| 2      | ■越美南線 | 美濃市・郡上八幡・北濃方面 |      |

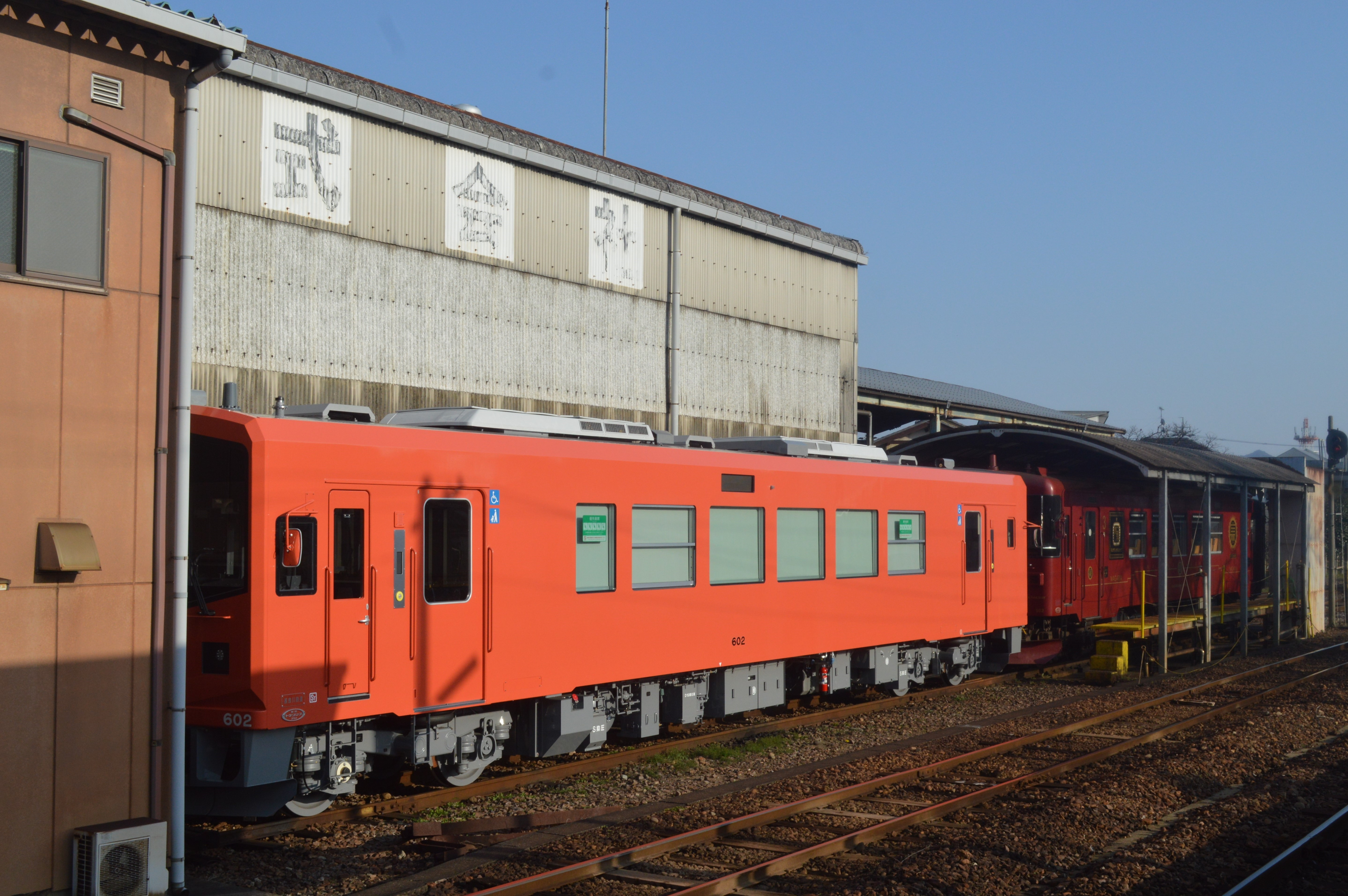
長良川鉄道の関駅構内にある車庫
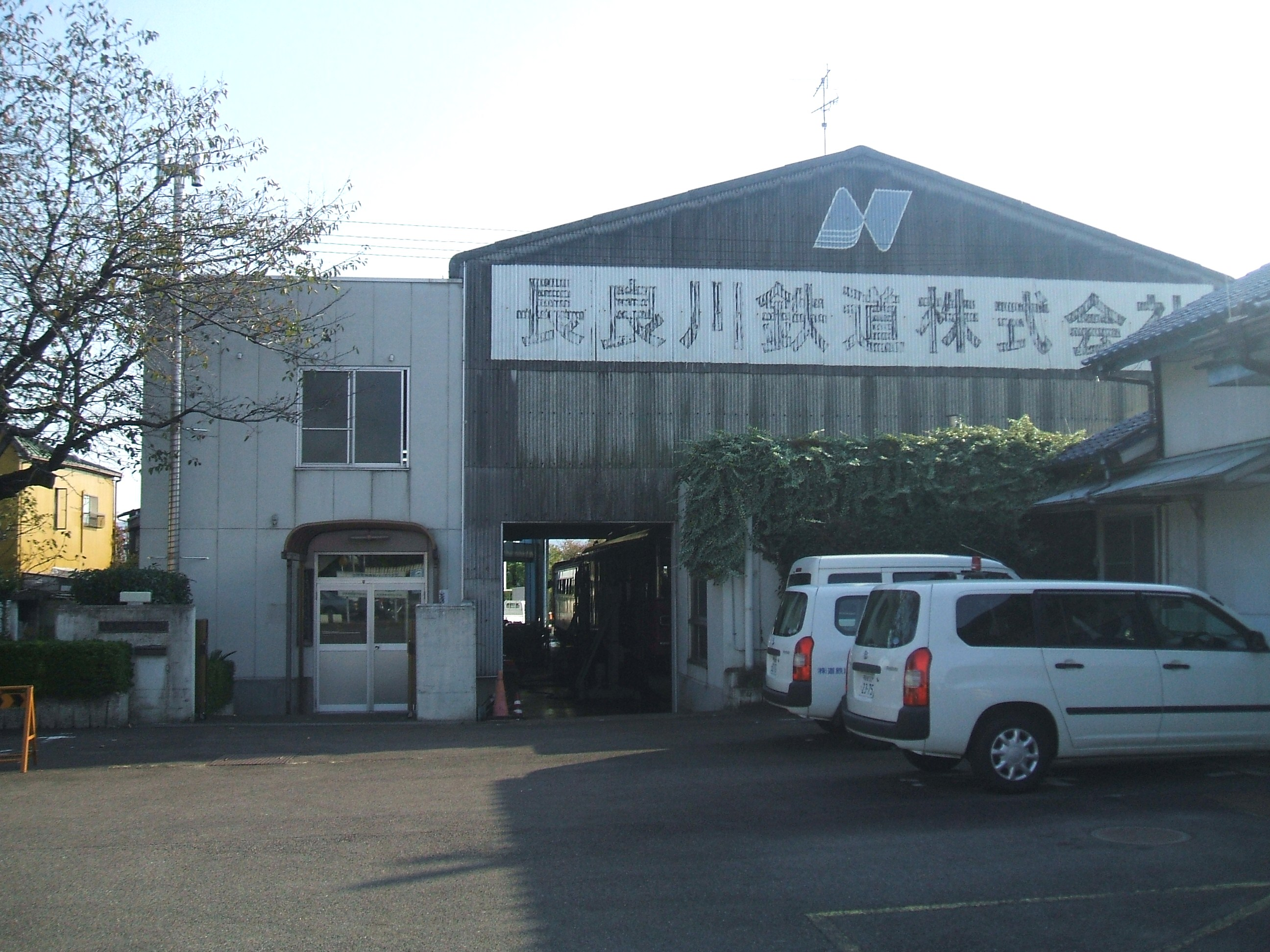
駅東側にある本社と車庫
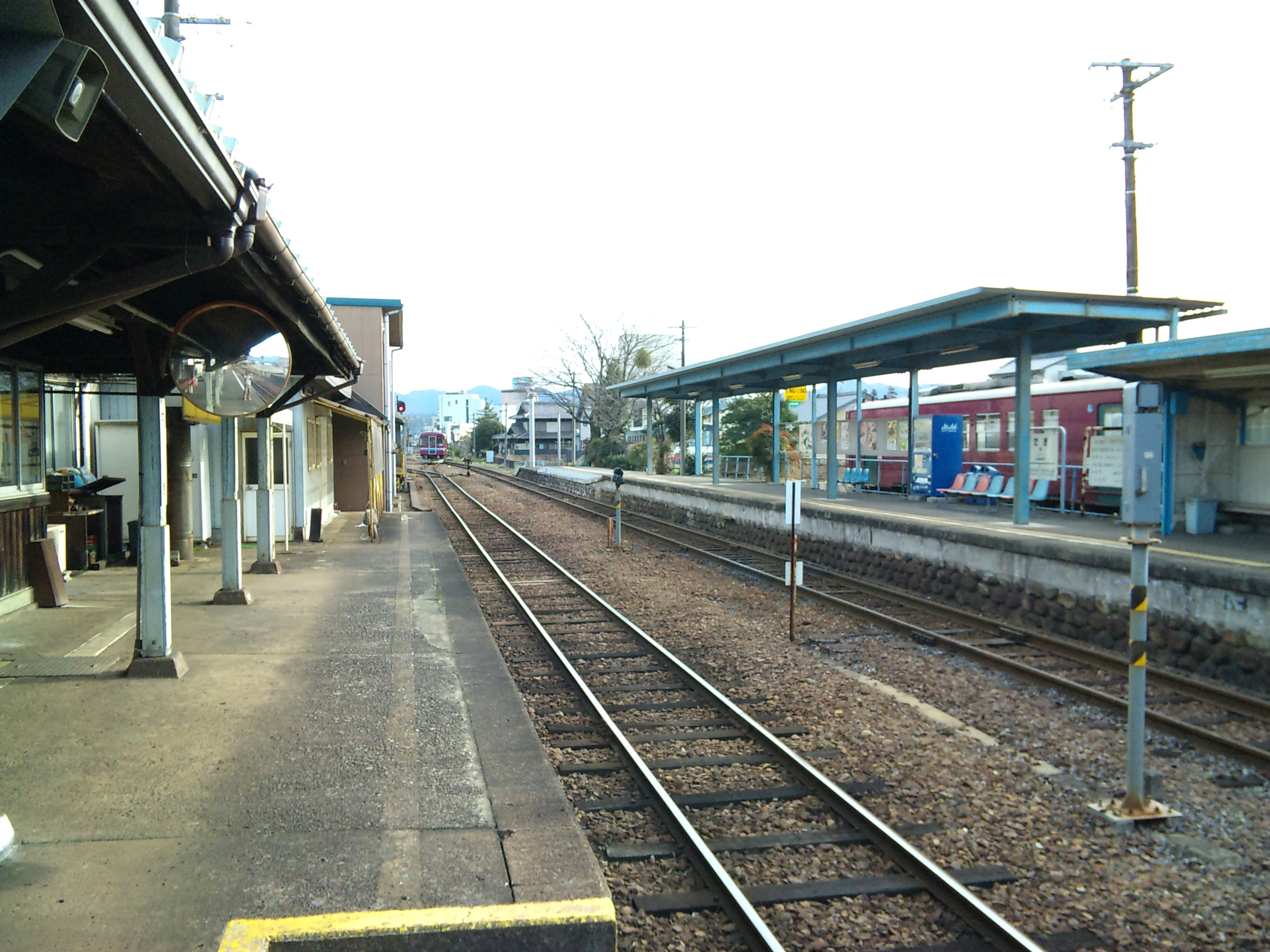
駅構内の様子 上り列車が発車していく（2009年3月）

## 名古屋鉄道（廃止）
長良川鉄道の2番のりば（美濃市・郡上八幡方面行きホーム）の南側に、単式ホーム1面1線（線路と同じ高さの乗降場所に待合室のみ設置）の名鉄美濃町線ホームがあり、このホームから段差無しで長良川鉄道の2番のりばへ行き来出来た。2004年度末を以って美濃町線が廃止されたため、同じ日を以ってこの駅も廃止されたが、名鉄としては1995年（平成7年）の瀬戸線印場駅以来4年振りの新駅開設となった。名鉄駅員は配置されず（長良川鉄道への駅業務の委託も無し）、乗車時に整理券を取って下車駅で乗車料金を精算する形となっていた。逆に、この駅で降りる際も乗車券または乗車料金を車内の料金箱に投入した上で、先頭車両最前部扉から下車する形であった。

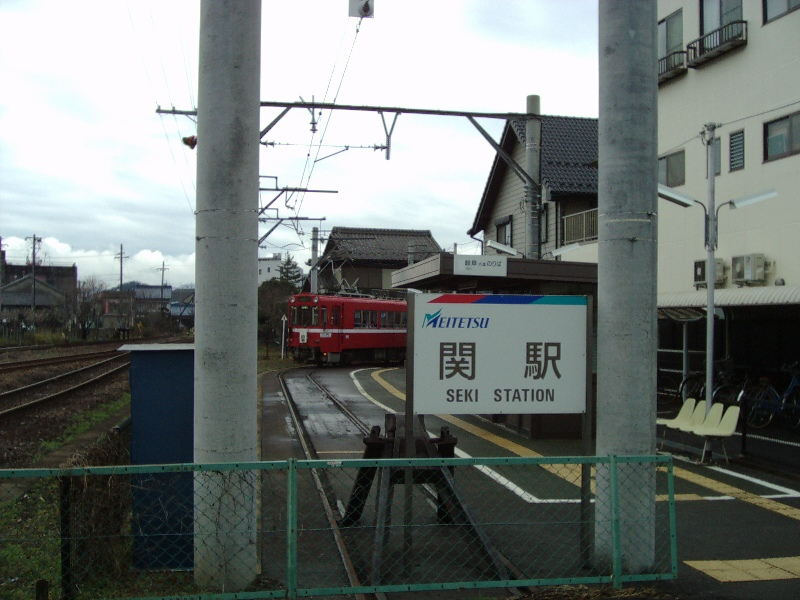
関駅を発車した名鉄モ600形電車
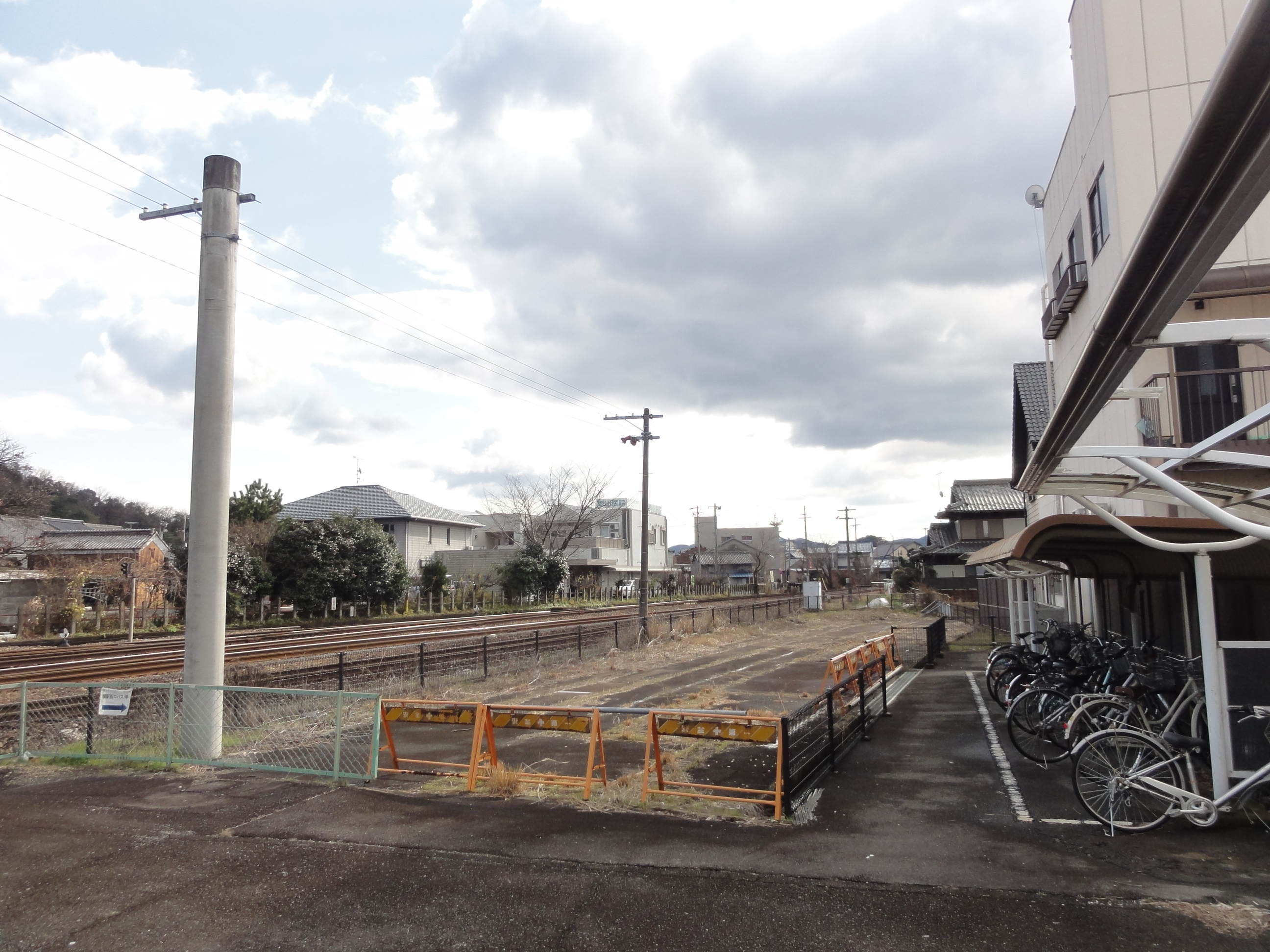
廃止後の駅跡地

## 利用状況
近年の1日平均乗車人員の推移は以下の通り。
- 2000年度 - 863人
- 2000年度 - 681人
- 2001年度 - 574人
- 2002年度 - 563人
- 2003年度 - 554人
- 2004年度 - 546人
- 2005年度 - 375人
- 2006年度 - 378人
- 2007年度 - 435人
- 2008年度 - 387人
- 2009年度 - 358人
- 2010年度 - 367人
- 2011年度 - 369人

## 駅周辺
関を名乗る駅ではあるものの関市街よりもやや北側に位置し、関中心部最寄駅としてはせきてらす前駅とともにその役割を分担する一方、関における唯一の鉄道・バス結節点を担う。
- 関市文化会館
- 関労働基準監督署
- 関栄町郵便局
- 日吉ヶ丘保育園
- 関善光寺
- 安桜山公園
- フェザー安全剃刀総合研究所
- 安桜台
- 岐阜県道281号関美濃線
- 岐阜県道60号美濃関停車場線

### バス路線
※当駅からサンサンシティマーゴ（イオン関店）へ向かう無料シャトルバスがある（土日祝日のみ運行）。

## 隣の駅
長良川鉄道
■越美南線
せきてらす前駅（6） - 関駅（7） - 関市役所前駅（8）

### かつて存在した路線
名古屋鉄道
美濃町線
新関駅 - 関駅